# Z項
z項（zこう、英: z term）とは、岩手県水沢の緯度観測所初代所長であった木村栄により、地球の極運動に関する式に加えられた項のことである。表現に記号zを使うことからz項という。木村項 (英: Kimura term) ともいう。

## z項導入の理由
地球の自転軸は、形状軸（南北軸）とは完全に一致せず、形状軸の周囲を移動しており（極運動）、いくつかの周期的成分が含まれる。それについて、形状軸からのズレを X, Y とすると、経度λの観測点での緯度の変化Δφの式はΔφ = X cos λ + Y sin λとされていた。しかし、日本での観測データにそれでは説明できない誤差が発見され、当初は観測ミスとされたが観測機器の再点検や、他の観測点のデータも含め検討の結果、観測点の経度によらない補正項を木村栄が考案、それをZとし、式をΔφ = X cos λ + Y sin λ + Zと修正することを提案した。提案を受け、とりまとめ側でも改めて他の観測データも再検討した結果、より適切な式であると評価され受け入れられた。

## 発見までの経緯
1899年、極運動観測を直接の目的として、国際緯度観測事業（ILS）が開始された。当時の新興国日本も早くから名乗りを上げてこの事業に参加し、北緯39度08分線上にある水沢に、木村栄を初代所長とする臨時緯度観測所を設け、同じ緯度線上に置かれたアメリカ3ヶ所、イタリア、ロシア各1ヶ所の観測所とともに、天文緯度変化の観測を始めた。
1901年、ドイツのポツダムに置かれていたILS中央局は約1年半の観測データをもとに計算した極座標 x,yおよび各観測所における観測値の残差を発表したが、その内容は水沢にとってまことに厳しいものであった。水沢の残差は他の観測所に比べて特に大きく、系統的誤差を持つおそれがあるから、整約にあたっては半分の信頼度しか与えられないというものであった。しかもときのILS中央局長のアルブレヒトは、「これは何か間違いがあるか、もしくは器械に故障があるかと思われるので督励を厳しくして欲しい」という手紙を測地学委員長に送ってきた。委員会はさっそく木村に上京を命じて説明を求めたといわれる。
逆境に立った木村は、恩師の田中舘愛橘とともに天頂儀の全面点検を行った。16項目におよぶ報告書には、観測器械にも観測方法にもなんら欠陥はなかったことが簡潔に述べられている。これで自信を得た木村は、水沢の残差の原因が自然現象にあるのではないかと考えて、世界各地の観測結果を再検討した。そこで各観測所に共通な天文緯度変化が存在し、その大きさが年周的に変化していることを見出したのである。
アルブレヒトはこの発見の意義をただちに認めて、木村の式を受け入れた。そして1900年から1902年にかけての2年間の観測結果についてz項を含む式に基づいて整約したところ、水沢の観測は悪いどころか最も優秀なものであることがわかったのである。
木村はその功績により、1911年の学士院恩賜賞、1937年の文化勲章のいずれも第1号受賞者となった。
しかし、その後半生の大部分を費やして解明に努めたz項の本質の研究は遅々として進まなかった。気象変化の影響説、地球重心の南北移動説など、さまざまな説が早くから唱えられたが、いずれも原因とするには小さすぎ、約70年間の間謎に包まれたままであった。晩年の木村を知る人は、彼がz項の原因を問われたとき、床を踏み鳴らして、「この下にあるのだよ」と答えたと語っている。木村の提案による1晩6時間（以前は1晩4時間）の観測が実現したのは、彼の死後10年以上経過した1955年のことであった。

## z項の正体
当時の国際緯度観測事業では剛体地球に基づく歳差・章動理論が採用されていたが、現実の地球は流体核を持っており、この理論と現実の章動の誤差が極運動の観測データに紛れ込んでいたものがz項の正体である。1970年、緯度観測所の若生康二郎は、1955年から1966年にかけての観測結果から、z項は地球が流体核を持つことによって生じる半年周章動項の誤差であることを立証した。